# Delias baracasa
Delias baracasa é uma borboleta da família Pieridae. Foi descrita por Georg Semper em 1890. É encontrada no reino Indomalaio.
A envergadura é de cerca de 50 milímetros. Os adultos podem ser distinguidos pelas marcas das veias enegrecidas na parte inferior dos membros posteriores.

## Subespécies
- D. b. baracasa (Malásia, Filipinas: Mindanau)
- D. b. Basilana Schroeder & Treadaway, 2008 (Filipinas: Basilan)
- D. b. benguetana Inomata, 1979 (Filipinas)
- D. b. Cathara Grose-Smith, 1893 (Bornéu)
- D. b. danala (de Nicéville, 1893) (nordeste de Sumatra, sudoeste de Sumatra)
- D. b. Mergulhos de Nicéville, 1897 (Península da Malásia)
- D. b. kalimantana Yagishita, 1993 (ocidental Kalimantan: Monte Saran)